# Science-Fiction-Jahr 1881
Übersicht

◄◄ | ◄ | 1877 | 1878 | 1879 | 1880 | Science-Fiction-Jahr 1881 | 1882 | 1883 | 1884 | 1885 | ► | ►►

Weitere Ereignisse

## Neuerscheinungen Literatur
| Deutscher Titel | Deutschsprachiges Erscheinungsjahr | Originaltitel                               | Autor       | Anmerkungen |
| --------------- | ---------------------------------- | ------------------------------------------- | ----------- | ----------- |
| Die Jangada     | 1882                               | La Jangada. Huit cents lieues sur l’Amazone | Jules Verne |             |

## Geboren
- Karl Figdor († 1957)
- Alexander Moritz Frey († 1957)
- Wilhelm Lamszus († 1965)
- Hans Lungwitz († 1967)
- Anna Mosegaard († 1954)
- Jakow Alexandrowitsch Protasanow († 1945)
- Otto Soyka († 1955)
- J. M. Troska († 1961)
- Konrad Wieder (Pseudonym von Arzén von Cserépy)

## Gestorben
- Jacques Collin de Plancy (* 1794)